# Dương Không Lộ
Dương Không Lộ (楊空路, 1016-1094), húy Dương Minh Nghiêm, hiệu Khổng Lồ đọc tránh Không Lộ pháp hiệu là Thông Huyền chân nhân, Vân Du Tường quê gốc làng Giao Thủy (sau đổi là làng Hộ Xá), phủ Hải Thanh (đời Trần đổi là Thiên Thanh, sau lại đổi là Thiên Trường) tỉnh Nam Định. Vị trí làng Giao Thủy cổ xưa kia là khoảng sông Hồng giữa huyện Nam Trực, tỉnh Nam Định đối sang huyện Vũ Thư tỉnh Thái Bình, đã bị nước sông Hồng làm xói lở vào thế kỷ XV.
Quê mẹ của ông có một nguồn nói ở mạn Duyên Hà (Thái Bình), lại có nguồn khác nói ở quê mẹ là làng Hán Lý, phủ Ninh Giang, tỉnh Hải Dương.

## Tiểu sử
Không Lộ sinh ngày 13 tháng 9 năm Bính Thìn niên hiệu Thuận Thiên thứ 7 (1016) đời Lý Thái Tổ, tại đất sau này được gọi là làng Lại Trì, phủ Kiến Xương (Thái Bình).
Ông xuất thân làm nghề chài lưới, nhưng giỏi văn chương và mộ đạo Phật. Không Lộ là một Thiền sư triều nhà Lý được phong làm Quốc sư, đã từng tu ở các chùa: Hà Trạch, Diên Phúc (sau đổi Viên Quang), Nghiêm Quang (sau đổi Thần Quang - chùa Keo), Chúc Thánh.
Không Lộ vừa được coi là thiền sư thuộc dòng thiền Vô Ngôn Thông vừa được cho là thuộc thiền phái Thảo Đường.
Ngày mùng 3 tháng 6 năm Giáp Tuất, niên hiệu Hội Phong 3 (1094), thiền sư Không Lộ hóa thọ 79 tuổi.

## Hành trạng
Gia đình Dương Không Lộ sống ở làng Lại Trì, chuyên nghề chài lưới ven sông. Khi lớn lên, ông lấy việc câu cá, quăng chài làm vui và thường du ngoạn nhiều nơi danh lam thắng cảnh, tùy hứng ngâm vịnh và sáng tác thơ ca.
Năm Giáp Thân (1044) triều Lý Thái Tông, ông 29 tuổi, bỏ nghề đánh cá để theo học đạo thiền. Ban đầu ông theo học Noãn cư sĩ làng Bảo Tài (chưa rõ nay ở đâu). Sau ông đắc đạo, trở thành Tổ thứ 10 của thiền phái Vô Ngôn Thông, một thiền phái được thành lập ở nước ta vào đầu thế kỷ thứ IX.
Năm Đinh Dậu (1057) ông chuyển sang theo học thiền phái Thảo Đường. Thảo Đường thiền sư từng nhận xét về học trò Không Lộ của mình: "Chú này cốt cách phi phàm, sau này tất làm pháp tự." Quả nhiên về sau, Không Lộ trở thành Tổ đời thứ 3 của thiền phái Thảo Đường.
Năm Kỷ Hợi (1059), Không Lộ tu tại chùa Hà Trạch, rồi chuyển về tu ở chùa Duyên Phúc (Diên Phúc tức chùa làng Hộ Xá) sau đổi là chùa Viên Quang (thời Nguyễn đất lở xuống sông Hồng rời chùa về Xuân Ninh - Nam Định).
Năm Nhâm Dần (1062) Không Lộ cùng Giác Hải và Đạo Hạnh đi Tây Trúc (Kim Sỉ Man - nước răng vàng) cầu kiến Phật Tổ, được giác ngộ và truyền cho phép lạ.
Năm Quý Mão (1063) Không Lộ dựng chùa Nghiêm Quang (sau đổi là Thần Quang - chùa Keo) tại làng Dũng Nhuệ. Đến năm Tân Hợi 1611, do đất lở xuống sông Hồng, chùa được chuyển sang làng Dũng Nghĩa (Vũ Thư, Thái Bình) và một bộ phận khác chuyển về trang Hành Cung sau đổi là làng Hành Thiện, Nam Định.
Năm Nhâm Tý (1072), Không Lộ cùng Giác Hải chữa khỏi bệnh sợ tắc kè kêu cho vua Lý Nhân Tông. Ông được phong làm Quốc sư.
Ngày 3 tháng 6 năm Giáp Tuất (1094), Không Lộ thiền sư viên tịch, thọ 79 tuổi. Ngày 10 tháng 8 năm Ất Hợi (1095) thiền sư Giác Hải thu thập xá lợi của Không Lộ, xây tháp để chôn cất, tạc tượng để thờ tại chùa Nghiêm Quang.
Vua Lý Nhân Tông xuống chiếu tu sửa chùa, cắt 3.000 hộ (có tài liệu 20 hộ) hương khói phụng thờ ông.

## Chữa bệnh sợ tắc kè kêu cho vua Lý Nhân Tông
Sách Thiền uyển tập anh chép:
Thời vua Lý Nhân Tông, thiền sư Giác Hải thường cùng Thông Huyền chân nhân, bị triệu vào nhà hóng mát hầu hạ, bỗng có tiếng cắc kè kêu nhau chối tai, đáng ghét. Vua khiến Huyền làm cho nó đừng kêu. Huyền bèn lâm râm niệm chú, làm rơi trước một con. Huyền cười Sư, Sư bảo "Đang còn một con, để đó cho Sa môn". Sư chú mục nhìn, trong giây lát, nó cũng rơi theo.
Vua lấy làm lạ, làm một bài thơ khen:
Giác Hải tâm như hải
Thông Huyền đạo hựu huyền
Thần thông kiêm biến hóa
Nhất Phật, nhất Thần tiên.
Dịch:
Giác Hải lòng như biển
Thông Huyền đạo rất huyền
Thần thông kiêm biến hóa
Một Phật, một Thần tiên.
Từ đó, tiếng tăm Sư vang khắp thiên hạ, tăng tục ngưỡng chuộng. Vua thường đối đãi Sư như bậc thầy. Mỗi lần ra chơi hành cung Hải Thanh, vua tất đến chùa Sư trước.
Câu đối ở chùa Keo Hành Thiện (Xuân Hồng, Xuân Trường, Nam Định) nơi thờ Không Lộ thiền sư:
Pháp thị thiên tiên tâm thị phật
Hương vi thánh tổ quốc vi sư.
Dịch:
Phép là tiên trời, tâm là phật
Quê tôn thánh tổ, nước tôn thầy.
Phép là tiên trời, tức là phép của đạo sĩ. Tâm mới từ bi như phật. Đây cũng chính là giáo lý của phái Không Lộ: tu tiên và lấy đức theo phật, chứ không phải tu phật. Không Lộ thiền sư là vị thánh tổ của đạo phù thủy nước Đại VIệt.

## Vấn đềKhông LộvàMinh Không
Không Lộ được suy tôn là bậc thánh, một nhân vật siêu phàm nổi bật trong văn hóa của một vùng cư dân hạ lưu sông Hồng. Suốt một vùng Thái Bình, Nam Định, Ninh Bình, Hà Nam, lên cả đến Bắc Ninh, Bắc Giang ngày nay.
Văn hóa dân gian đan cài trong các lễ tiết nhà chùa, có không ít tình tiết hoang đường để tô vẽ cho tài đức một nhà tu hành có thật trong lịch sử. Cho nên đã có nhiều bản in khắc gỗ nói về sự tích Không Lộ lầm lẫn đến nỗi người ta khó phân biệt được Dương Không Lộ và Nguyễn Minh Không là một hay hai nhà tu hành của đạo Phật ở thời Lý.
Sự tích của Dương Không Lộ thường bị lẫn lộn với thiền sư Nguyễn Minh Không, vì cùng là thiền sư giỏi chữa bệnh và đều được phong Lý Quốc Sư.

### Quan điểm: Hai người là một
Các tài liệu "Án cổ tích Đại Bi tự Thiền uyển thực lục" ở chùa Đại Bi xã Nam Giang, huyện Nam Trực (Nam Định), "Đại Việt sử ký toàn thư", bài viết của Nhà nghiên cứu Lê Xuân Quang và một số sắc phong từ thời Lê về sau...
Sách "Lĩnh Nam chích quái" chép rằng "chùa Không Lộ ở làng Giao Thủy có nhà sư Minh Không". Có ý kiến rằng Dương Không Lộ thực chất là tên lấy theo họ mẹ của Minh Không ghép với hiệu Không Lộ.
Sách "Nam ông mộng lục" của Hồ Nguyên Trừng chép truyện Không Lộ thần dị đồng nhất Không Lộ và Minh Không
Theo sách "Tân biên Nam Định tỉnh địa dư chí lược" (Phòng Địa chí - Thư viện tỉnh Nam Định chế bản) tại trang 146, trong mục chùa Keo thì: Không Lộ tên chính là Nguyễn Chí Thành người xã Điềm Xá huyện Gia Viễn cùng Nguyễn Viết Y người xã Loa Điền Hải Thanh kết bạn với nhau, Chí Thành đạo hiệu là Không Lộ, Viên Y đạo hiệu là Giác Hải, sau gặp sư Từ Đạo Hạnh người Yên Lãng cùng sang Tây Trúc học đạo đều thành.
Các bài báo sau này của một số nhà nghiên cứu:
"Đức Thánh Nguyễn Minh Không" của Đỗ Danh Gia (Tạp chí Văn nghệ Ninh Bình, số 59 năm 2008)
"Bái Đính – Ngàn năm tâm linh và huyền thoại" của Trương Đình Tưởng (Nxb. Thế giới, 2008)
"Thiền sư Dương Không Lộ – Nguyễn Minh Không là hai hay là một" trên Tạp chí Văn nhân số 62 năm 2008
Theo quan điểm này nhà sư đã chữa bệnh hóa hổ cho vua Lý Thần Tông.

### Quan điểm: Hai người khác nhau
"Thiền uyển tập anh" do Thông Biện (? – 1134) khởi thảo, đến Biện Tài, Thường Chiếu và cuối cùng là Ẩn Không (đầu thời Trần) hoàn chỉnh. Phần nói về Không Lộ tài liệu này viết rõ rằng ông họ Dương quê ở Hải Thanh (nay thuộc tỉnh Nam Định). Đồng thời sách lại có riêng một truyện viết về Minh Không (1066 – 1141) họ Nguyễn, quê ở Đàm Xá (nay thuộc tỉnh Ninh Bình).
"Quỳnh Côi dư địa chí của Ngô Vi Liễn", nhà in Lê Văn Tân, Hà Nội, 1933. Phần viết về xã La Vân, trang 63, mục mười, nói về đình chùa, có đoạn ông viết: "Phụng khảo bia làng này là phụng sự đức Minh Không thiền sư, cũng có người nói hai người tức là một, nên thánh tích của làng này thì sự tích hai ngài chép lẫn nhau, nhưng xét trong quốc sử và sự tích các nơi khác phụng sự thì đức Minh Không họ Nguyễn, đức Không Lộ họ Dương, ngày sinh ngày hoá khác nhau, vậy dịch thuật ra sau này để tiện khảo cứu". Sau đó, Ngô Vi Liễn đã viết thứ tự sự tích của cả bốn nhà sư nổi tiếng ở thời Lý: Không Lộ, Minh Không, Giác Hải và Đạo Hạnh.
"Thánh tổ hành thực diễn âm ca" của Đặng Xuân Bảng, ký hiệu VHv.2380 trong kho sách Hán Nôm do Viện nghiên cứu Hán Nôm quản lý viết vào tháng 10 năm Mậu Tuất, niên hiệu Thành Thái, tức là tháng 11 năm 1898, bằng chữ Nôm theo thể lục bát, có chú thích tỉ mỉ bằng chữ Hán và "Quốc sư bảo lục" Hoàng triều Bảo Đại tam niên (1928) Mậu Thìn mạnh thu phụng tu, Lại Trì xã phụng tự nội dung sách hoàn toàn giống sự tích Không Lộ chép trong sách Quỳnh Côi dư địa chí  Bài Thiện Đình, Tuần Phủ Đặng tiên sinh khảo bạt như sau:
"Chùa làng ta phụng sự đức Không Lộ. Khi còn nhỏ, tôi thường thấy các bậc cố lão nói rằng đức Không Lộ tức là đức Minh Không. Tôi lấy làm ngờ. Nhân có dịp xem sách nhà chùa, tôi thấy có hai tập: một tập là Tiền lục nói rằng: Đức Không Lộ họ Dương, húy Minh Nghiêm, quán phủ Hải Thanh; một tập là Hậu lục nói rằng: đức Không Lộ họ Nguyễn, húy Chí Thành, quán làng Đàm Xá, biệt hiệu Minh Không. Tôi càng ngờ.
Khi xem sách Lĩnh Nam chích quái của ông Vũ Quỳnh thì sự tích thành tổ hợp với Tiền lục, nhưng tôi lại ngờ rằng hoặc là Hậu lục đã có khảo cứu chăng? Khi đi du lãm các nơi, tôi thường hỏi thánh tích và so sánh sách Chích quái với quốc sử thì Không Lộ họ Dương, Minh Không họ Nguyễn, Không Lộ huý là Minh Nghiêm. Minh Không huý là Chí Thành. Họ và tên đều khác nhau. Không Lộ quê ở phủ Hải Thanh, Minh Không quê ở Đàm Xá, quê quán cũng khác nhau. Không Lộ sinh năm Bính Thìn niên hiệu Thuận Thiên thứ 7 (1016) triều Lý Thái Tổ. Minh Không sinh năm Bính Ngọ niên hiệu Long Chương Thiên Tự nguyên niên (1066) triều Lý Thánh Tông. Không Lộ mất năm Giáp Tuất, niên hiệu Hội Phong thứ 3 (1094) triều Lý Nhân Tông. Minh Không mất năm Tân Dậu, niên hiệu Đại Định thứ 2 (1141) triều Lý Anh Tông. Khi sinh cách nhau 51 năm, khi mất cách nhau 48 năm. Ngày sinh ngày mất không giống nhau. Như thế Tiền lục đúng Hậu lục sai. Các bậc cố lão làng ta không khảo cứu Tiền lục nên lầm. Vả lại, Hậu lục nói sau, có lẽ vì chùa Diên Phúc nguyên là nơi Không Lộ tu hành, về sau Minh Không cũng tu ở đây. Và do pháp thuật hai vị đều nổi tiếng nên Hậu lục chép lầm cũng vì cớ đó."
"Đại việt sử ký toàn thư" "Đại Nam nhất thống chí", "Hoàng Việt thi văn tuyển", "Hành Thiện xã chí"... cũng dẫn quan điểm hai người khác nhau.
"Địa chí Nam Định 2003" mục nói về tiểu sử Không Lộ cũng cho rằng có sự lẫn lộn giữa Không Lộ và Minh Không
"Sự tích Không Lộ, Minh Không" trên Nghiên cứu Hán Nôm - 1984, "về một tập sách Quốc sư bảo lục của Đặng Xuân Bảng" viết khoảng 1898 Nhà nghiên cứu Phạm Đức Duật và nhà nghiên cứu Trần Mỹ Giống đã tập hợp các tư liệu chứng minh hai người khác nhau

## Di văn
Không Lộ có hai bài thơ là "Ngôn hoài" và "Ngư nhàn".
"Ngôn hoài" (Nói nỗi cảm hoài)  là bài kệ khi vui mừng khi chọn được đất tốt để xây chùa Nghiêm Quang làm nơi trụ trì, bộc lộ tình cảm bất tận của tác giả đối với đồng quê, thiên nhiên, tạo vật, đất nước
Phiên âm
         Trạch đắc long xà địa khả cư
         Dã tình chung nhật lạc vô dư
         Hữu thời trực thượng cô phong đỉnh
         Trường khiếu nhất thanh hàn thái hư.
         (Chọn đất long xà tới nghỉ ngơi
         Lòng quê vui thích thú thảnh thơi
         Núi cao có lúc trèo lên đỉnh
         Thét một tiếng vang lạnh cả trời.)
"Ngư nhàn" cũng là một bài thơ đặc sắc của Không Lộ. Bài thơ là một bức tranh phong cảnh sơn thủy sinh động và tuyệt đẹp: Bài thơ mang cảm xúc thiền học tinh tế, tâm hồn trong cõi không hư, huyền ảo:
         Vạn lý thanh giang, vạn lý thiên,
         Nhất thôn tang giá, nhất thôn yên,
         Ngư ông thuỵ trước vô nhân hoán
         Quá ngọ tỉnh lai tuyết mãn thuyền.
         (Bát ngát sông xanh, bát ngát trời,
         Một thôn mây khói, một dâu gai.
         Ông chài ngủ tít không người gọi,
         Tỉnh dậy thuyền trưa ngập tuyết rơi).
                                           (Ngọc Liên dịch)
         Năm 62 tuổi, một hôm Không Lộ đang tĩnh tọa thì chú tiểu hỏi: "Từ khi tôi đến đây chưa được thầy dạy cho tâm yếu". Không Lộ trả lời: "Chú đem kinh cho ta thì ta tiếp, đem nước cho ta thì ta nhận, lúc nào ta cũng dạy tâm yếu chú" rồi cười và đọc bài kệ sau:
         Đoàn luyện tâm thâm thủy đắc tinh
         Sâm sâm trực thượng đối hư đình
         Hữu nhân lai vấn không không pháp
         Thân toạ bình biên ảnh tập hình.
         (Tu luyện bao phen phép đã tinh
         Muốn lên đối phó chốn hư đình
         Không không nhẽ đó nào ai biết
         Ngồi tựa bình phong, bóng ẩn hình.)
Trong cuốn Thiên tiên Phật Thánh lục có chép bài thơ sau đây của Không Lộ, khi ông gặp Giác Hải. Bài thơ rất lạ, đặc biệt là nghệ thuật sử dụng từ ngữ:
         Thiên liên bích thụ, thụ liên thiên,
         Yên toả thanh sơn, sơn toả yên,
         Thụ nhiễu tùng la, la nhiễu thụ,
         Xuyên thông vu giáp, giáp thông xuyên,
         Tửu mê tuý khách, khách mê tửu,
         Thuyền tống hành nhân, nhân tống thuyền,
         Hội đắc tri âm, âm đắc hội,
         Truyền kim đáo cổ, cổ kim truyền.
         (Da trời giòng biếc nhuộm màu cây
         Một giải non xanh toả khói mây
         Cây quấn cây tùng, cây rậm rạp
         Nước quanh đỉnh giáp, nước vơi đầy
         Rượu mê người, người mê rượu đấy
         Khách giục thuyền, thuyền giục khách đây
         Liệu được tri âm, nào được mấy
         Xưa nay vẫn nhớ mãi xưa nay.)
                                     (Tiến sĩ Đặng Xuân Bảng dịch)
Hoặc khi gặp Từ Đạo Hạnh, ông cũng làm bài kệ trả lời Đạo Hạnh như sau:
         Ngọc nang bí quyết nghĩ chân kim
         Cá chung mãn nguyệt lộ thần tâm
         Hà sa cách thị Bồ đề đạo
         Nghĩ hướng Bồ đề mãn liễu cầm.
         (Túi ngọc bí truyền rõ thực vàng
         Tháng qua mưa móc dạ xốn xang
         Hà sa thu gót Bồ đề đạo
         Tìm gặp được nhau mấy đoạn trường.)
Một buổi chiều thu, trời trong mây đẹp, ngồi trên thuyền câu, ông cảm hứng đọc thơ:
         Ngọc phái chi trường, không sơn hà vạn lại
         Dung toạ ngư, ngư khiếp điểu
         Dương cung tiễu hạc, hạc nghi cung
         Quang phóng vân tiêu ngoại
         Phong quang đô hảo đạo khoái lạc.
         (Ngọc Phái dẫu dài, không bằng núi sông muôn trùng ngọn gió
         Thung dung ngồi câu cá, nhưng cá lại sợ chim
         Dương cung bắn hạc, hạc ngờ cung
         Vút bay rẽ mây lên tít trời cao
         Thời tiết đẹp trên đường đi vui vẻ)
Bài thơ tác giả tự sự về bản thân:
         Lão hỷ yên hà tẩu
         Na tri lợi lộc mến
         Thuỳ điểu đương liễu ngạn
         Tán võng địch hoá thôn
         Bả trạo ngân phong tuyết
         Đặc ngư thí tửu tôn
         Sơn tiều thời ngộ ngã
         Kim cổ mạn tương luân.
         (Yên hà mùi vẫn thích
         Danh lợi tính không ưa
         Bến liễu buông câu sớm
         Làn lau vãi lưới trưa
         Gác mái ca phong nguyệt
         Được cá chén say sưa
         Kiếm củi người đi lại
         Vui cùng dở chuyện xưa.)
                             (Tiến sĩ Đặng Xuân Bảng dịch)